# Старомінська
Старомінська, станиця в північно-західній частині Кубані, центр Старомінського району в Краснодарському краї.

## Історія
- Селище куреня Мінське засноване в 1794 — одне з перших, заснованих Чорноморськими козаками, переселенцями на Кубань.
- У 1802 році в станиці існувало 15 дворів
- У станицю доселені козаки з Чернігівської губернії
- Станиця стала називатися Старомінською, після утворення нової висілки — сучасної станиці Новомінська.
- У 1861 році в станиці 700 дворів, 4858 жителів, отаманове правління і питущий будинок
- У 1863 році в станиці заснована перша школа
- 1924 рік — станиця Старомінська стала районним центром
- До 1920 року станиця Старомінська входила до Єйського відділу Кубанської області
- У 1933 році з голоду померла більша частина населення станиці
- 5 серпня 1942 — 3 лютого 1943 року — німецька окупація

## Географія
Розташована на лівому березі степової річки Сосика, (притока Єї). За 180 км від Краснодара. Дві залізничні станції: Старомінська-Єйська і Старомінська-Тимашевська. Перетин залізниць Єйськ — Сосика-Ростовська і Тимашевськ — Батайськ.
До складу Старомінського сільського поселення крім станиці Старомінська входить також хутір Жолті Копані.
У станиці 9 середніх і одна заочна школи, будинок дитячої творчості, спортивна школа, будинки культури, ляльковий театр. Народний музей.